# حمد العيسى (لاعب كرة قدم مواليد 1972)
حمد العيسى، من مواليد 9 يناير 1972، هو لاعب كويتي لكرة قدم معتزل، شارك مع زملائه في دورة الألعاب الأوليمبية الصيفية لعام 1992، والتي استضافته مدينة برشلونة الإسبانية.

## روابط خارجية
- حمد العيسى على موقع أوليمبيديا (الإنجليزية)